# امیلیو کورئا (بوکسور زاده ۱۹۵۳)
امیلیو کورئا (انگلیسی: Emilio Correa؛ زادهٔ ۲۱ مارس ۱۹۵۳) بوکسور اهل کوبا بود.